# 士魁
士魁（1856年—？），字玉泉，号懋庭，潘氏，漢軍鑲白旗人。清朝政治人物，進士出身。
光緒五年己卯科順天乡试中举，十五年（1889年），参加光緒己丑科殿試，登進士二甲25名。同年五月，著主事，分部学习。

## 家庭
- 高祖潘文煜。
- 曾祖潘傑。
- 祖父常春（字時先）。
- 父恩增（字益庭）。
- 母杨氏（胞兄鑲白旗漢軍、咸豐九年（1859年）己未科進士恩榮，父吏部主事滿玉；胞姊杨佳氏，嫁正白旗满洲、四川盐茶道穆尔察氏耆安（父察哈尔都统福興 (清朝)））。